# فليكس دزيرجينسكي
فليكس ادموندوفيتش دزيرجينسكي (بالروسية: Фе́ликс Эдму́ндович Дзержи́нский,بالبولندية Feliks Dzierżyński,
30 أغسطس 1877 - 20 يوليو 1926) كان ثوريًّا ورجل دولة سوفيتيًّا وعضوًا بارزًا في الحركات الثورية الروسية والبولندية، كان من المتعصبين للقضية شأنه في ذلك شأن الكثيرين من الشيوعيين المتياسرين، كما كان مؤمناً بقضية الثورة لحد العبادة، ومستعداً لتحقيق أهدافها مهما كان الثمن. كما كان عضواً في عدة لجان ثورية وشغل الكثير من المناصب في الدولة السوفيتية لعل أهمها هو منصب رئيس لجنة الطوارئ - التشيكا - وقد تولى رئاستها منذ أول يوم تأسيسها حتى عام 1922 كما أنه لعب دورًا مهمًا في الثورة البلشفية.

## النشأة
ولد فليكس ادموندوفيتش دزيرجينسكي في 11 سبتمبر / ايلول عام 1877 في قرية دزيرجينوفو في قضاء اوشمياني بمحافظة فيلنو - في ليتوانيا - في عائلة نبيل بولندي حيث كان والده يعمل أستاذ جامعي في جامعة سان بطرسبرغ لكنة توفي بمرض السل. في صغره كان دزرجنسكي يجيد ثلاث لغات الروسية، البولندية واللاتينية.

## انتمائه للحزب
قبل تخرج دزيرجينسكي طُرد بسبب نشاطه الثوري واعتقل في عام 1897 لكنه تمكن من الهرب من سيبيريا بعد ذلك بعامين. ذهب إلى وارسو حيث انضم إلى الحزب الاشتراكي الديموقراطي في بولندا - (SDPP) - الذي تم تشكيلة من قبل روزا لوكسمبورغ. واعتقل عام 1898 بسبب ممارسته العمل الثوري والدعائي في أوساط العمال الشباب وتم نفيه إلى محافظة فياتكا في شمال روسيا لمدة 3 أعوام. فهرب من المنفى في عام 1899 وأصبح ثائراً محترفاً.

## أثناء الثورة البلشفية
رحب دزيرجينسكي بثورة فبراير عام 1917 في روسيا التي حررته من السجن وانخرط في العمل الثوري الرامي إلى التحضير للثورة الثانية بقيادة البلاشفة، وشارك في ثورة أكتوبر / تشرين الثاني 1917 حيث سيطر على مكتب التلغراف والتلفون المركزي في بتروغراد. وترأس على الفور لجنة الطوارئ وبقي في هذا المنصب حتى عام 1922. ومن أقواله الشائعة «لجنة الطوارئ ليست بالمحكمة، لجنة الطوارئ ما هي إلا حامية الثورة، يجب أن تدافع لجنة الطوارئ عن الثورة وأن تنتصر على العدو.» كان دزيرجينسكي من أنصار الشيوعية اليسارية والثورة العالمية وتحالف مع تروتسكي في سعيه إلى إشعال الثورة في أوروبا وترأس البلاشفة البولنديين إبان الحرب السوفيتية البولندية عام 1920.

## آخر سنواته
تولى في آخر أعوام حياته رئاسة بعض الوزارات في حكومة لينين منها وزارة المواصلات، كما ترأس لجنة تحسين حياة الأطفال المشردين. وفي فبراير عام 1924 ترأس مجلس السوفيت الأعلى للاقتصاد الوطني حيث سعى في هذا المنصب إلى إرساء قاعدة متينة للأقتصاد الوطني عن طريق تطوير الحياة في الريف وتطوير القطاع التجاري الصغير. ودعا إلى تخفيض قيمة المنتجات الغذائية ومنتجات الصناعة عن طريق رفع إنتاجية العمل وفي أواخر أيامه طرح دزيرجينسكي فكرة وجوب تغيير بنية جهاز الدولة بغية الحيلولة دون تركيز السلطة مستقبلاً بأيدي شخص واحد، ولكن لم يصغ أحد إلى دعوته هذه.

## الوفاة

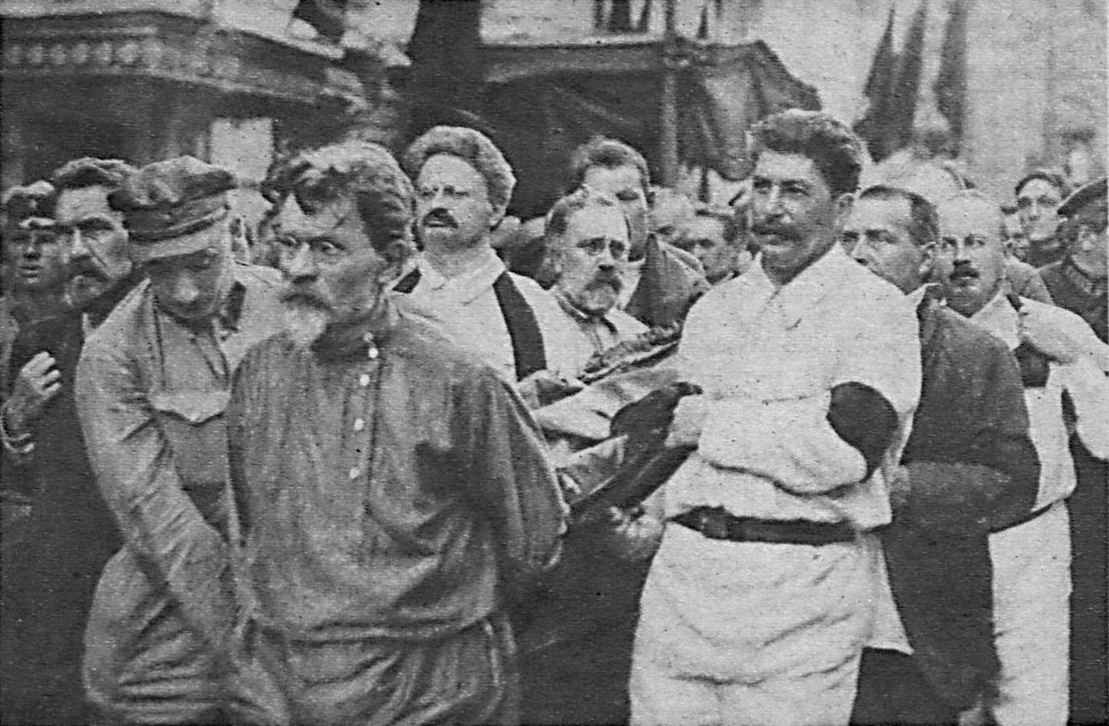
جنازة دزيرجينسكي. (يظهر في الصورة كل من ليون تروتسكي ويوسف ستالين)

توفي دزيرجينسكي في 20 يوليو / تموز عام 1926 بعد إلقائه خطاباً انتقادياً عنيفاً حول الوضع الاقتصادي في البلاد في الاجتماع الكامل للجنة الحزب المركزية، أصابته نوبة قلبية مات على اثرها.

## مكانته
يحظى فيليكس دزيرجينسكي بسمعة كبيرة في صفوف رجال المخابرات السوفيت والروس الذين يعتبرونه مؤسس جهازهم الأمني ورمز الشرف المخابراتي وفارس السيف والترس - وهو شعار جهاز الأمن الروسي - وقال فيليكس الحديدي في زمانه «لا بد أن يتحلى رجل المخابرات السوفيتي ببرودة الأعصاب والقلب الساخن واليد النظيفة.» ومازالت تماثيلة وصورة تزين العديد من مكاتب الأمن في روسيا.

## وصلات خارجية
- فليكس دزيرجينسكي على موقع IMDb (الإنجليزية)
- فليكس دزيرجينسكي على موقع الموسوعة البريطانية (الإنجليزية)
- فليكس دزيرجينسكي على موقع إن إن دي بي (الإنجليزية)
- فليكس دزيرجينسكي على موقع قاعدة بيانات الفيلم (الإنجليزية)